# Eschnerberg
Eschnerberg, též Eschner Berg, alternativně také Schellenberg (název používaný zejména v rakouské obci Feldkirch), je 698 m vysoká hora, jeden ze sedmi vrcholů v údolí Rýna  na pomezí Lichtenštejnska a rakouské spolkové země Vorarlbersko, nedaleko rakouského města Feldkirchu.

## Geografie
Rozsáhlejší jižní část hory se nachází v Liechtensteiner Unterland, ménší severní část leží v okrese Feldkirch, v regionu zvaném Vorarlberger Oberland. Hřeben samotné hory je asi 7 km dlouhý a 2 km široký. Vede podél řeky Rýn.
Mezi vesnice nacházející se na svazích hory patří Eschen, Mauren, Gamprin, Ruggell a Schellenberg na lichtenštejnské straně a Tosters a Fresch na straně rakouské. Nejvyšší vrchol se nachází v Lichtenštejnsku.